# أليدا نيف
أليدا نيف (بالإنجليزية: Alida Neave)‏ هي لاعبة كرة مضرب جنوب أفريقية سابقة. وصلت إلى نهائي دورة رولان غاروس الدولية سنة 1929 مع بوبي هايني ميلر لكنها خسرته.

## النهائيات

### الزوجي

#### الوصافة (1)
| السنة | البطولة                  | الشريك          | المنافس                | النتيجة  |
| 1929  | دورة رولان غاروس الدولية | بوبي هايني ميلر | ليلي ألفاريث كيا بومان | 5–7, 3–6 |